# Stay Gold (BTS)
Stay Gold è un singolo del gruppo musicale sudcoreano BTS, pubblicato il 19 giugno 2020 come terzo estratto dall'ottavo album in studio Map of the Soul: 7 - The Journey.

## Descrizione
Il 26 marzo 2020 Billboard Japan ha riportato che un nuovo brano del gruppo intitolato Stay Gold sarebbe stato utilizzato come sigla del dorama Rasen no meikyū - DNA kagaku sōsa. Le riprese della serie, inizialmente prevista su TV Tokyo in aprile, sono state in seguito interrotte a causa della pandemia di COVID-19 in Giappone, e l'uscita di Stay Gold rimandata. L'8 maggio la Big Hit Entertainment ha confermato l'uscita del quarto album in studio giapponese dei BTS il 15 luglio, informando che Stay Gold sarebbe stata inclusa nella tracklist come brano apripista e sarebbe stata pubblicata in digitale un mese prima.
Il pezzo è una ballata mid-tempo con un ritornello che rimanda al genere gospel, con elementi R&B e soul. Il testo utilizza la parola "oro" come metafora di ciò che si ha di prezioso nella vita, invitando l'ascoltatore a mantenere alto lo spirito e restare fedele a se stesso durante un periodo difficile. Secondo i BTS, il messaggio di Stay Gold è "al mondo non ci sono solo cose belle, ma non perdere la tua brillantezza"; esso è espresso nel verso d'apertura, che recita: "In un mondo dove senti freddo, devi restare fedele a te stesso, tesoro". Jungkook attacca il pezzo cantando la prima riga accompagnato dalle note di un piano isolato, poi il ritmo cambia con l'ingresso immediato di Suga che rappa su "archi rimbalzanti". I rapper del gruppo gestiscono le strofe, mentre i cantanti condividono i ritornelli, consistenti nella ripetizione della frase "stay gold" inframmezzata da dichiarazioni d'affetto. Jimin e Jungkook si alternano durante la strofa finale mentre la canzone si conclude con un'armonizzazione morbida.

## Esibizioni dal vivo
La prima esibizione dal vivo è stata trasmessa durante una puntata speciale del programma CDTV Live! Live! su TBS il 22 giugno 2020 ed è stata ben ricevuta dalla critica, che ha lodato, in particolare, l'interpretazione dell'introduzione fatta da Jungkook, gli acuti di Jimin e il tono baritonale di V.
Una seconda performance è avvenuta il 14 luglio 2020 a Sukkiri su NTV. I BTS sono apparsi inoltre il 17 luglio a Buzz Rhythm 02 sullo stesso canale, e il 18 luglio durante la trasmissione Songs di NHK, esibendosi con Stay Gold e Black Swan in coreano.

## Video musicale
Diretto da Ko Yoojung dello studio Lumpens, il video musicale è stato caricato su YouTube il 26 giugno 2020, preceduto da un videomessaggio del gruppo andato in onda durante il conto alla rovescia un minuto prima dell'uscita. La clip contiene riferimenti visivi a loro opere precedenti, quali Fake Love e Singularity, ed è ambientato in una realtà distopica, con gli artisti separati in stanze buie e diroccate che osservano l'esterno, mentre ad ogni ritornello vengono mostrate scene dei momenti felici trascorsi insieme in passato. Al termine, ogni membro dei BTS viene colpito da un raggio di luce che lo guida dagli altri, e tutti insieme entrano in uno scenario luminoso con un albero al centro di un campo fiorito, che ricorda l'ultima scena del video musicale di Spring Day. Ha raccolto oltre cinque milioni di visualizzazioni nelle quattro ore che hanno seguito la sua pubblicazione, ed è stato il video giapponese dei BTS a superare più velocemente i 50 milioni, raggiungendoli in cinque giorni. Dal caricamento al 16 settembre 2021 è stato visto 200 milioni di volte.

## Accoglienza
Stay Gold ha ricevuto recensioni positive dalla critica. Jason Lipshutz di Billboard ha ritenuto che nel brano "ogni tratto caratteristico delle canzoni migliori dei BTS è evidente: il giocoso affiancamento di canto e rap, l'agevole equilibrio tra le personalità all'interno del gruppo, la brillante produzione pop che non diventa mai troppo massimalista, e ovviamente, il ritornello raffinato che può essere tradotto in ogni regione del mondo". Real Sound ha affermato che "le protagoniste sono le 'voci' personali dei membri", lodando la distribuzione delle parti vocali, diversa rispetto a quando il gruppo canta nella propria lingua madre, scrivendo che "si sperimenta un senso di scoperta assistendo ad un nuovo lato come musicisti dei membri che normalmente non ricevono acuti o determinati stili vocali", riferendosi in particolare ai tre rapper, che eseguono "una sorta di rap cantato". Tim Peacock di UDiscoverMusic l'ha descritta come "una traccia calmante, confortante [...] che mescola beat hip-hop rimbalzanti sulle strofe e produzione power-pop sui ritornelli", definendola "un rassicurante lenzuolo pop con il suo hook rampicante, crescente, che incoraggia gli ascoltatori a 'restare fedeli a se stessi', fornendo parole incoraggianti in un momento in cui molti ne hanno bisogno". Notando una possibile ispirazione agli eventi in corso nel mondo al momento dell'uscita del singolo, il Mumbai Mirror indiano ha scritto del video musicale: "Mentre la pandemia da COVID-19 fa presa sul globo, molti sono costretti a restare chiusi in casa, separati dai loro cari. Ma, proprio come espresso dal messaggio incoraggiante della traccia, i sette artisti vedono la luce alla fine del tunnel. Mentre il testo recita 'Se vuoi un miracolo / te ne mostrerò uno', i sette si ritrovano circondati dalla primavera, un contrasto netto con il luogo in cui erano inizialmente". Consequence ha definito il pezzo "splendidamente incoraggiante", commentando che "sebbene sia facile sentirsi sopraffatti considerando lo stato attuale degli eventi, i BTS sono irremovibili nella loro intenzione di rimanere fiduciosi... questo è il consiglio che trasmettono ai loro fan in Stay Gold". Condividendo un'opinione simile, ET Canada ha giudicato che il video "illumini il mondo, portando luce e colore all'oscurità" e che "quando [i BTS] attaccano con il ritornello, le cose diventano improvvisamente brillanti ed estive". Recensendo per Sound Digest, Amanda Thilo si è riferita a Stay Gold come ad "una canzone sicuramente romantica" per versi come "I tuoi occhi sono diamanti / Bellissimi, più di ogni altra gemma" di RM, ma anche "rincuorante", scrivendo che "in tempi come questi è piacevole avere un promemoria a restare ottimisti per noi stessi e i nostri cari" e che "con tutto ciò che sta succedendo nel mondo, restare fedeli a noi stessi potrebbe essere proprio ciò di cui abbiamo bisogno". Thilo ha anche lodato il "tipico acuto" di Jimin nell'ultimo ritornello, notando come "dia alla canzone una marcia ancora più alta", oltre alle armonie tra lui e Jungkook sul finale, affermando che "le loro voci si fondono perfettamente". Anche Glenn Rowley di Billboard ha definito la canzone "romantica" per il testo del ritornello e ha giudicato il video "speranzoso" e "solare".
Il 18 marzo 2022, Rolling Stone l'ha inserita in posizione 95 nella lista delle 100 canzoni migliori del gruppo, scrivendo che "porta ottimismo, calore, e romanticismo avvolti in un arrangiamento pop positivo. Pubblicato in un momento di incertezza, il singolo si è presentato come un raggio di speranza, sciogliendo i ghiaccioli di angoscia che abbiamo tutti sentito durante la pandemia globale".

## Tracce
Testi e musiche di Uta, Sunny Boy, Melanie Joy Fontana, Michel "Lindgren" Schulz, Jun e KM-Markit.
1. Stay Gold – 4:03

## Formazione
Crediti tratti dalle note di copertina dell'album.
Gruppo
- Jin – voce
- Suga – rap
- J-Hope – rap
- RM – rap
- Park Ji-min – voce
- V – voce
- Jeon Jung-kook – voce, ritornello

Produzione
- Melanie Joy Fontana – scrittura
- Jun – scrittura
- Kim Jeeyeon – registrazione
- KM-Markit – scrittura, arrangiamento rap
- Park Eunjeong – registrazione
- Pdogg – arrangiamento voci, registrazione
- Michel "Lindgren" Schulz – scrittura
- Sunny Boy – scrittura
- Uta – produzione, scrittura, tastiera, sintetizzatore, chitarra, registrazione, editing digitale
- Masaya Wada – arrangiamento voci
- Yohei – ritornello

## Successo commerciale
Appena uscita, Stay Gold è entrata nelle classifiche in tempo reale dei servizi di streaming musicale sudcoreani, segnando la prima apparizione di una canzone in giapponese dei BTS in tali classifiche in madrepatria, e in seguito è stata 52ª sulla Gaon Download Chart. In Giappone ha esordito in seconda posizione sulla classifica Oricon Daily Digital Single e ha venduto 10 880 copie durante i primi tre giorni di disponibilità, figurando sesta sulla Oricon Digital Singles Chart e dodicesima sulla Oricon Singles Chart. Si è posizionata decima sulla Official Singles Downloads Chart britannica, mentre negli Stati Uniti è entrata nella Bubbling Under Hot 100 al nono posto, oltre che nella classifica Digital Song Sales, indicante i pezzi più scaricati della settimana negli Stati Uniti, in posizione 6 con 10 000 download, e in vetta alla World Digital Song Sales.
Globalmente, Stay Gold ha segnato un nuovo record su iTunes diventando il singolo in giapponese con il maggior numero di prime posizioni (82) nelle prime ventiquattro ore di disponibilità, superando il precedente detentore, Lights dei BTS con 43. Il record è stato infranto a luglio da un'altra canzone della band contenuta nello stesso album, Your Eyes Tell, che è arrivata in vetta alla classifica di iTunes in 92 territori nell'arco della prima giornata.

## Classifiche
| Classifica (2020)   | Posizione massima |
| ------------------- | ----------------- |
| Giappone            | 12                |
| Malaysia            | 3                 |
| Singapore           | 8                 |
| Stati Uniti         | 109               |
| Ungheria (download) | 3                 |

## Riconoscimenti
- BreakTudo Awards
  - 2020 – Candidatura Miglior video internazionale[52]